# Genetics Society of America
Die Genetics Society of America (GSA) ist eine wissenschaftliche Fachgesellschaft für Genetik in den Vereinigten Staaten. 2006 hatte die Gesellschaft 3422 Mitglieder. Sie gibt die wissenschaftliche Fachzeitschriften Genetics und G3: Genes, Genomes, Genetics (Open-Access-Journal, gegründet 2011) heraus.
Die GSA wurde 1931 auf dem Treffen der American Society of Zoologists in New Orleans als Neuorganisation der gemeinsamen Sektion für Genetik der American Society of Zoologists und der Botanical Society of America gegründet. L.C. Dunn wurde ihr erster Präsident. Die GSA ist Mitglied der International Genetics Federation.

## Ehemalige Präsidenten der GSA
- 1932 L. C. Dunn
- 1933 R. A. Emerson
- 1934 Sewall Wright
- 1935 D. F. Jones
- 1936 P. W. Whiting
- 1937 E. M. East
- 1938 L. J. Stadler
- 1939 M. Demerec
- 1940 L. J. Cole
- 1941 Th. Dobzhansky
- 1942 E. W. Lindstrom
- 1943 M. M. Rhoades
- 1944 A. H. Sturtevant
- 1945 B. McClintock
- 1946 G. W. Beadle
- 1947 H. J. Muller
- 1948 L. H. Snyder
- 1949 T. M. Sonneborn
- 1950 Curt Stern
- 1951 M. R. Irwin
- 1952 J. W. Gowen
- 1953 R. E. Clausen
- 1954 J. T. Patterson
- 1955 P. C. Mangelsdorf
- 1956 R. E. Cleland
- 1957 R. A. Brink
- 1958 C. P. Oliver
- 1959 Karl Sax
- 1960 J. F. Crow
- 1961 B. P. Kaufmann
- 1962 R. D. Owen
- 1963 Jack Schulz
- 1964 S. Emerson
- 1965 W. L. Russell
- 1966 E. W. Caspari
- 1967 E. B. Lewis
- 1968 H. L. Roman
- 1969 C. Yanofsky
- 1970 N. H. Giles Jr.
- 1971 R. P. Wagner
- 1972 R. D. Hotchkiss
- 1973 M. M. Green
- 1974 B. Wallace
- 1975 O. Smithies
- 1976 E. S. Russell
- 1977 D. D. Perkins
- 1978 M. Shaw
- 1979 E. Sears
- 1980 W. K. Baker
- 1981 B. H. Judd
- 1982 H. L. Car
- 1983 M. L. Pardue
- 1984 R. W. Allard
- 1985 I. Herskowitz
- 1986 D. L. Lindsley
- 1987 E. W. Jones
- 1988 G. R. Fink
- 1989 D. L. Hartl
- 1990 R. L. Metzenberg
- 1991 L. H. Hartwell
- 1992 J. C. Lucchesi
- 1993 A. D. Kaiser
- 1994 B. S. Baker
- 1995 H. R. Horvitz
- 1996 R. E. Esposito
- 1997 D. Botstein
- 1998 T. C. Kaufman
- 1999 E. M. Meyerowitz
- 2000 J. E. Kimble
- 2001 M. B. Carlson
- 2002 T. D. Petes
- 2003 C. Kenyon
- 2004 M. Johnston
- 2005 T. Orr-Weaver
- 2006 Barry S. Ganetzky
- 2007 A. C. Spradling
- 2008 T.M. Schüpbach
- 2009 F. Winston
- 2010 R.S. Hawley
- 2011 P.W. Sternberg
- 2012 P. Hieter
- 2013 M. Lynch
- 2014 V. Chandler
- 2015 Jasper Rine
- 2016 Stanley Fields
- 2017 Lynn Cooley
- 2018 Jeannie Lee
- 2019 Terry Magnuson
- 2020 Denise Montell
- 2021 Hugo Bellen
- 2022 E. Jane Hubbard

Quellen:

## Auszeichnungen der GSA
Die GSA vergibt folgende Wissenschaftspreise:
- Thomas Hunt Morgan Medal (seit 1981)
- Genetics Society of America Medal (seit 1981)
- George W. Beadle Award (seit 1999)
- Elizabeth W. Jones Award for Excellence in Education (seit 2007)
- Novitski Prize (seit 2008)